# 전상국
전상국(全商國, 1940년 3월 24일~ )은 대한민국의 소설가이다. 1940년 강원도 홍천에서 태어났다.
경희대학교 문리대 국문과를 졸업하였다. 1963년 《조선일보》 신춘문예에 〈동행〉이 당선되어 등단하였으며, 강원대학교 국문과 교수를 역임하였다. 동인문학상, 대한민국문학상 등 수상하였으며, 작품으로 《하늘 아래 그 자리》,《외등》,《늪에서 바람이》 등이 있다. 현실과 역사를 넘나들며 귀환 구조와 전쟁으로 인한 실향 의식과 삶의 뿌리찾기 의식을 깊이있게 탐구하고 있다.

현재 김유정문학상 심사위원이자 협회장, 김유정기념사업회 이사장을 역임 중이다.

## 작품 목록

### 장편 소설
- 《늪에서의 바람이》
- 《불타는 산》
- 《길》
- 《유정의 사랑》
- 《애비》

### 단편 소설
- 1963년 〈동행〉
- 1975년 〈할아버지 묻힌 날〉
- 1975년 〈돼지새끼들의 울음〉
- 1976년 〈악동시절〉
- 1976년 〈껍데기 벗기〉
- 1976년 〈사형〉
- 1978년 〈고려장〉
- 1978년 〈하늘 아래 그 자리〉
- 1978년 〈침묵의 눈〉
- 1979년 〈우리들의 날개〉
- 1979년 〈아베의 가족〉
- 1979년 〈외등〉
- 1980년 〈우상의 눈물〉
- 1980년 〈여름의 껍질〉
- 1981년 〈외딴 길〉
- 1982년 〈술래 눈뜨다〉
- 1985년 〈그늘무늬〉
- 1986년 〈음지의 눈〉
- 1986년 〈먹이그물〉
- 1987년 〈썩지 아니할 씨〉
- 1987년 〈지빠귀 둥지 속의 뻐꾸기〉
- 1988년 〈투석〉
- 1989년 〈사이코 시대〉
- 1992년 〈거울의 알리바이〉

### 작품집
- 《바람난 마을》 (ISBN 9788970136684)
- 《하늘 아래 그 자리》
- 《아베의 가족》 (ISBN 0001238744)
- 《우상의 눈물》 (ISBN 8937420058)
- 《우리들의 날개》
- 《외등》
- 《형벌의 집》
- 《우리시대의 온달》
- 《온 생애의 한순간》
- 《지빠귀 둥지 속의 뻐꾸기》
- 《사이코》
- 《우리 때는》
- 《남이섬》
- 《소년, 소녀를 만나다》-  전상국 외 8명 공저
- 《다시 봄 봄》 - 전상국 외 5명 공저

### 기타
- 《물은 스스로 길을 낸다》 (ISBN 8957071784)
- 《길 위에서 만난 사람들》 (ISBN 8991215327)
- 《당신도 소설을 쓸 수 있다》
- 《우리가 보는 마지막 풍경》
- 《한국 현대문학의 이해》
- 《글쓰기의 원리와 실제》
- 《소설 창작 강의》
- 《전상국의 즐거운 마음으로 글쓰기》
- 《춘천산 이야기》
- 《춘천 사는 이야기》
- 《기억과 기억들》 - 전상국 외 4명 공저